# Daniel Caltagirone
Daniel Caltagirone est un acteur britannique né le 18 juin 1972 à Londres en Angleterre.

## Filmographie

### Cinéma
- 1998 : Légionnaire : Guido Rosetti
- 2000 : La Plage : Unhygenix
- 2000 : Mad About Mambo : Carlos Rega
- 2002 : Le Pianiste : Majorek
- 2002 : Frères du désert : Gustave
- 2003 : Lara Croft : Tomb Raider, le berceau de la vie : Nicholas Petraki
- 2006 : The Fall : Sinclair et le gouverneur Odious
- 2006 : After... : Nate
- 2010 : The Reeds : Joe
- 2011 : Lipstikka : Michael
- 2011 : Dominic : Dominic
- 2012 : Outpost 2: Black Sun : Macavoy
- 2012 : It's Always : Michael
- 2012 : Plongeur : le plongeur
- 2013 : Tomorrow in a Day : l'anonyme
- 2014 : Dough : Stephen Dayan

### Télévision
- 1997 : Heartbeat : Liam (1 épisode)
- 1997-2008 : The Bill : Billy Figgis et Simon Watson (3 épisodes)
- 1998 : Friends : le serveur (1 épisode)
- 1998 : Inspecteur Wexford : Danny Danilo (3 épisodes)
- 1999 : The Cyberstalking : Taylor
- 1999-2000 : Inspecteur Frost : Ray English (2 épisodes)
- 2000 : Harbour Lights : Harry Badden (1 épisode)
- 2000 : Lock, Stock... : Moon (7 épisodes)
- 2001 : The Lost Battalion : Phillip Cepeglia
- 2006 : The Path to 9/11 : Mark
- 2008 : The Passion : Eban (2 épisodes)
- 2009 : Insoupçonnable : Paul Barolli (2 épisodes)
- 2010 : Affaires non classées : Peter Snelling (2 épisodes)
- 2010 : Les Tudors : Girolamo de Treviso (2 épisodes)
- 2011 : Morlocks : Hoyle
- 2012 : The Fear : Eddie Timms (1 épisode)
- 2018 : Britannia : Brutus
- 2019 : Les Meurtres de minuit : Eli Schneider